# Philippe Bonnin
Philippe Pierre Bonnin (Boulogne-Billancourt, 30 de abril de 1955) es un deportista francés que compitió en esgrima, especialista en la modalidad de florete.
Participó en los Juegos Olímpicos de Moscú 1980, obteniendo una medalla de oro en la prueba por equipos. Ganó una medalla de plata en el Campeonato Mundial de Esgrima de 1978.

## Palmarés internacional
| Juegos Olímpicos   | Juegos Olímpicos | Juegos Olímpicos | Juegos Olímpicos    |
| Año                | Lugar            | Medalla          | Prueba              |
| ------------------ | ---------------- | ---------------- | ------------------- |
| 1980               | Moscú (URSS)     | Medalla de oro   | Florete por equipos |
| Campeonato Mundial |                  |                  |                     |
| Año                | Lugar            | Medalla          | Prueba              |
| 1978               | Hamburgo (RFA)   | Medalla de plata | Florete por equipos |